# Old Westbury (New York)
Old Westbury è una località (village) statunitense, sita nella contea di Nassau, nello stato di New York. Essa si trova in parte nel territorio comunale della città di Oyster Bay ed in parte in quello di North Hempstead.
Business Week ha proclamato Old Westbury il quartiere più caro di New York, mentre la rivista Four Seasons' Magazine sostiene che i suoi giardini, gli Old Westbury Gardens, siano tra i giardini pubblici più belli del mondo.